# علی رخساز
علی رخساز (۱۲۸۰–۲۶ آذر ۱۳۶۸) فرزند میرزا غلامرضا میناساز از شاگردان کمال‌الملک بود.

## زندگی‌نامه
در سال ۱۲۸۰ در محله یوسف آباد تهران چشم به جهان گشود. در دوازده سالگی راهی مدرسه صنایع مستظرفه شد. در آنجا سال‌ها در محضر کمال الملک به فراگیری هنر نقاشی (رنگ و روغن) مشغول بود و پس از آن نیز به انتقال آموخته‌های خود به علاقه‌مندان پرداخت. او صاحب آثاری در زمینه رنگ و روغن و سنگ است که برخی از آنها آذین موزه‌های داخل و خارج کشور است. رخساز هیچ‌گاه به قصد تجارت و فروش، قلم بر بوم ننهاد و عاقبت در یک سانحه تصادف در سن هشتاد و هشت سالگی چشم از جهان فروبست.
پدرش از سرآمدان هنر میناکاری در اصفهان بود. وی هنگام کودکی نخستین جلوه‌های هنر را در دستان پدر دید و شیفته آن شد. با توجه به سماجت او در یادگیری هنر و از آنجایی که پدرش دوستیِ دیرینه‌ای با کمال‌الملک داشت، به مدرسه صنایع مستظرفه راه پیدا کرد. او خیلی سریع راه و رسم نقاشی را به‌طور استادانه‌ای آموخت و در طراحی، سیاه‌قلم، آبرنگ و نقاشی با موزائیک به پیشرفت‌های قابل توجهی رسید.
بعد از چهار سال حضور در کلاس کمال‌الملک، نمایشگاهی از آثار شاگردان وی در مدرسه برگزار شد و کمال‌الملک تابلویی از رخساز با عنوان شکارچی‌ها را به‌عنوان اثر نخست برگزید. همان روز صادق‌خان مستشارالدوله (از دولت‌مردان قاجار و پهلوی) تابلو را به مبلغ خوبی از او خرید. پس از آن نمایشگاه، رخساز موفق به کسب دیپلم مدرسه شد. تابلوهای کاروانسرا (سال ۱۳۰۵)، باغ سعدی (۱۳۰۹)، رمالِ طالعبین (۱۳۱۴)، گاو بالدار تخت جمشید (۱۳۱۸)، چوپان و همسرش (۱۳۵۴)، دخترک گل‌به‌دست (۱۳۵۰) و دخترک در آستانه خانه (۱۳۵۷) از شاخص‌ترین آثار رخساز محسوب می‌شوند. همچنین دوازده تابلوی رنگ‌روغن نیز با الهام از صحنه‌ها و قهرمان‌های شاهنامه آفریده‌است که شهرت زیادی دارند. از کارهای شاخص رنگ‌روغن این هنرمند مدرنیست نیز می‌توان به آثاری چون حکیم ابوالقاسم فردوسی (۱۳۱۰)، دروازه همه ملت‌ها (۱۳۱۸)، کودکی دخترم فاطمه (۱۳۱۸)، شیران اسیر قفس (۱۳۲۶)، زاغی (۱۳۲۷)، آسیاب در پاییز (۱۳۲۸)، کوچه پس‌قلعه (۱۳۳۵)، سگ خفته (۱۳۳۸)، آسیاب در بهار (۱۳۵۰)، استاد کمال‌الملک (کپی، ۱۳۵۷) و مانی نقاش (۱۳۵۹) اشاره کرد.

## آثار
- «تابلوی سنگ»
- «تابلوی شکارچی‌ها»
- «آسیاب دولاب»
- «باغ سعدی»
- «گاو بالدار»
- «امامزاده قاسم»
- «خیام»